# Solunsko bojište
Solunsko bojište je bila balkanska bojišnica u Prvom svjetskom ratu, nazvana po gradu Solunu gdje je bila smještena glavna saveznička baza. Bojište se protezalo od Valone u Albaniji, preko Ohridskog i Prespanskog jezera, zatim uz planine Kajmakčalan i Belasicu do Strume, te nizvodno do Orfanskog zaljeva u Traciji. Bojišnica je uglavnom uspostavljena 1916. nakon okupacije Srbije, kad su Centralne sile izbile na grčku granicu. Sredinom 1918. Centralne sile (austrougarske, njemačke i bugarske postrojbe) imale su na raspolaganju oko 600.000 vojnika, a Saveznici (Britanci, Francuzi, Talijani, Srbi i Grci) oko 620.000. Srpska vojska (oko 130.000 vojnika) i dvije francuske divizije izvršile su proboj bojišnice 15. rujna 1918. te nastavile napredovati prema Prilepu i Skoplju (zauzeto 29. rujna), a bojište se ubrzo raspalo i u Albaniji i Traciji.